# Midhopestones

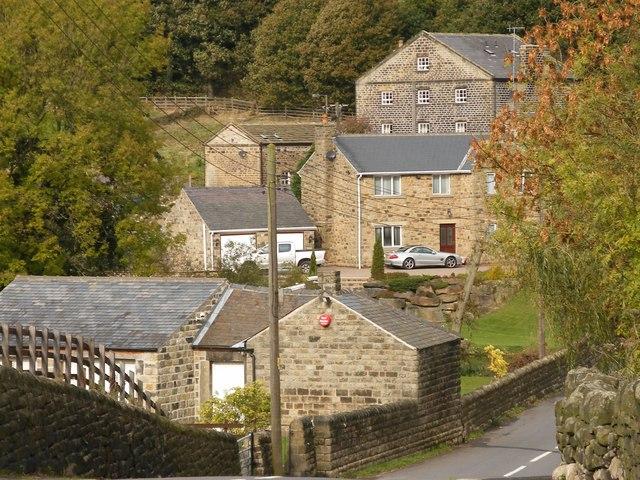
Dorpscentrum van Midhopestones

Midhopestones is een dorpje aan de rand van Sheffield, ongeveer 18 kilometer ten noordwesten van het stadscentrum verwijderd, aan de grens met het district Barnsley. Het dorp ligt aan de rand van het Peak District en bevindt zich op het grondgebied van de civil parish Bradfield. Vroeger werd het ook wel Nether Midhope genoemd, ter onderscheiding van het belendende gehucht Upper Midhope. Het dorp en zijn omgeving gelden sedert 1976 officieel als beschermd gebied.

## Ligging en bezienswaardigheden
Midhopestones ligt in de vallei van de Little Don, waarin twee stuwmeren zijn aangelegd: Midhope Reservoir en Underbank Reservoir. Het dorp ligt aan Manchester Road, de lange verbindingsweg tussen Sheffield en Manchester over de Pennines. De ondergrond bestaat uit een soort grijze steen die als ‘gritstone’ bekendstaat en waaruit de meeste oude gebouwen in Midhopestones gebouwd zijn. Nabij een brugje over de Little Don bevindt zich een bron die in vroeger tijden de enige toevoer van schoon water in het dorp vormde. Ten noorden van Midhopestones ligt Penistone. In Midhopestones bevinden zich meerdere beschermde monumenten.
De naam Midhope betekent letterlijk ‘middelste hoop’, dus een centrale heuvel. Vanaf de 17de eeuw werd Nether Midhope ook Midhopestones genoemd, hetgeen wellicht naar een stapstenen brug in de Little Don verwees, waarover men de rivier kon oversteken. Deze stenen bevinden zich heden echter onder Underbank Reservoir. De vroegste vermelding van het dorp dateert van 1227, toen een oorkonde werd ondertekend door ene John de Midhope. Op dat moment bevond zich reeds een molen in het dorp. Vermoedelijk bevond zich vanaf de 12de eeuw een havezate in Midhope.
Het dorpskerkje, St James’ Church, dateert in zijn huidige vorm uit het jaar 1705, maar bevindt zich op een fundament uit de 14de eeuw. Het is niet aan de bekendere Sint-Jacob gewijd, maar aan Jacobus de jongere. Daarnaast bevindt zich nog een kapelletje dat door de familie Barnby werd gebouwd, de heren van Midhope.
In Midhopestones werd aardewerk vervaardigd; in 1720 werd een eerste fabriek hiervoor gesticht, en in 1732 kwam er ook een dorpsschool. Het brugje over de Little Don dateert van 1778. De fabriek in Midhopestones was echter niet opgewassen tegen de Industriële revolutie en sloot anno 1845 de deuren. De aanleg in 1919 van Midhope Reservoir heeft een aantal waardevolle gebouwen vernietigd.
Het enige restaurant in Midhopestones is Ye Olde Mustard Pot. Dit werd in 1780 onder de naam The Barrel Inn geopend door Ann Kay en was in de late 18de eeuw een verzamelplaats voor jagers. In de 19de eeuw en het grootste deel van de 20ste stond het bekend als The Club Inn. Midhopestones heeft om de twee uur een busverbinding vanuit Middlewood via Stocksbridge.